# José Santos León
José Santos León (* 26. April 1961 in Concepción, Chile) ist ein ehemaliger chilenischer Jockey.
José Santos bestritt seine ersten Pferderennen im Club Hípico de Concepción in seiner Heimat Chile. Damit trat er in die Fußstapfen seines Vaters und drei seiner Brüder. 1981 zog er in die Vereinigten Staaten, wo er von 1986 bis 1989 vier Jahre in Folge der Jockey mit den größten Geldgewinnen war. 1988 gewann er den Eclipse Award for Outstanding Jockey, 1999 bekam er den George Woolf Memorial Jockey Award und 2003 gewann er auf Funny Cide das Kentucky Derby und das Preakness Stakes. Im Jahre 2007 wurde er in die Hall of Fame des amerikanischen Reitsports aufgenommen.
| Personendaten    | Personendaten       |
| ---------------- | ------------------- |
| NAME             | Santos León, José   |
| KURZBESCHREIBUNG | chilenischer Jockey |
| GEBURTSDATUM     | 26. April 1961      |
| GEBURTSORT       | Concepción, Chile   |